# Monasterio de Gandantegchinlin
El monasterio de Gandantegchinlin  (en mongol: Гандан тэгчинлин хийд, romanizado: Gandantegchinlin khiid, en tibetano: དགའ་ལྡན་ཐེག་ཆེན་གླིང, romanizado: dga'-ldan theg chen gling, abreviado como Gandan) es un monasterio budista de estilo tibetano en la capital de Mongolia, Ulán Bator, que fue restaurado y revitalizado a partir de 1990. Su nombre tibetano se traduce como «Gran Lugar del Absoluto Regocijo». Actualmente residen en él varios centenares de monjes. En su interior se encuentra una estatua de 25.5 m de altura de Migjid Chenrezig, un bodhisattva budista también conocido como Avalokiteshvara. Obtuvo protección a nivel estatal en 1994.

## Historia

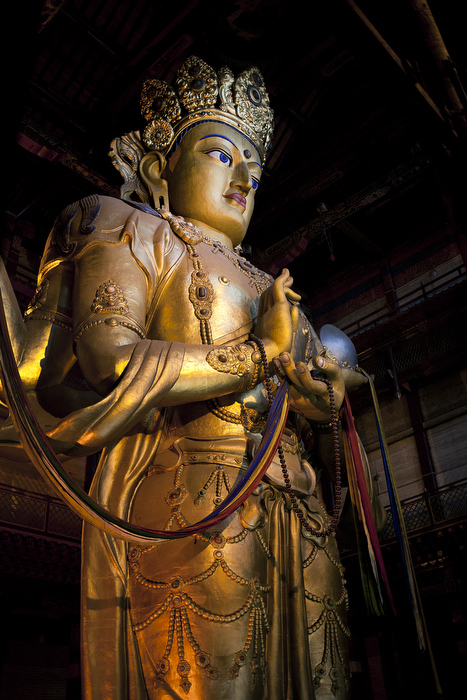
Estatua de Migjid Janraisig, de 26 m de alto.

El monasterio fue fundado oficialmente en 1835 con la construcción de su primer templo (aunque ya existían algunos edificios budistas en el lugar) por el quinto Jebtsundamba, el lama reencarnado de mayor nivel por aquel entonces. Se convirtió muy pronto en el centro principal de enseñanza budista de Mongolia y es posible decir que, aunque el asentamiento como tal existía desde mucho antes, el crecimiento como ciudad de Ulán Bator se debió a la presencia del monasterio: de un total de 25.000 habitantes 10.000 eran monjes a principios del siglo XX.
En la década de 1930, el movimiento comunista de Mongolia, bajo el liderazgo de Horloogiyn Choybalsan e influido por la Unión Soviética y Iósif Stalin, destruyó todos los monasterios del país excepto unos pocos y mató a más de 15.000 lamas.
Tras haber escapado a la tremenda destrucción el monasterio khiid de Gandantegchinlen fue cerrado en 1938 pero volvió a abrir sus puertas en 1944, a la vez que se permitió que siguiera funcionando como único monasterio budista activo de Mongolia con un personal mínimo como una pequeña muestra de respeto a la religión y a la cultura tradicional mongola. Tras el fin del marxismo en Mongolia en 1990 se levantó la prohibición sobre la libertad de culto.
La estatua original y principal del templo, dedicada a Chenrezig y hecha por completo de cobre, fue creada tras un llamamiento para recaudar fondos entre el pueblo mongol en 1911. Se manejan dos teorías sobre el motivo de su construcción: la más sensacionalista dice que se fabricó con la esperanza de que sirviera como ofrenda para la recuperación de la vista de Bogd Javzandamba (octavo Jebtsundamba, conocido también como Bogd Khan y que había reclamado para sí el título de Emperador de Mongolia) que se estaba quedando ciego debido a la sífilis según los rumores; la otra dice que fue creada para celebrar la independencia de Mongolia. El principal ministro de Bogd Javzandamba, Chin Wan Khanddorj, fue el encargado de la construcción de la estatua. Las tropas rusas desmontaron y trasladaron la estatua original en 1938 y su cobre se usó para fabricar casquillos y proyectiles. Tras el final de la era soviética se reconstruyó la estatua de Migjid Chenrezig en 1996, gracias una vez más a las donaciones del pueblo mongol y a contribuciones nepalíes y japonesas. Mide 26.5 m de alto y pesa más de 20 toneladas además de estar recubierta de pan de oro y adornada con 2.286 piedras preciosas y más de 100 kg de seda.
En ausencia del noveno Jebtsundamba, exiliado durante muchos años y solo recientemente ascendido de manera oficial a la posición de líder espiritual de los budistas mongoles, la cabeza visible de los budistas de la secta Gelug en el país era el abad de Gandantegchinlin y aún hoy en día sigue siendo una figura preeminente entre aquellos que gestionan y organizan a los monasterios budistas mongoles.

## Edificios

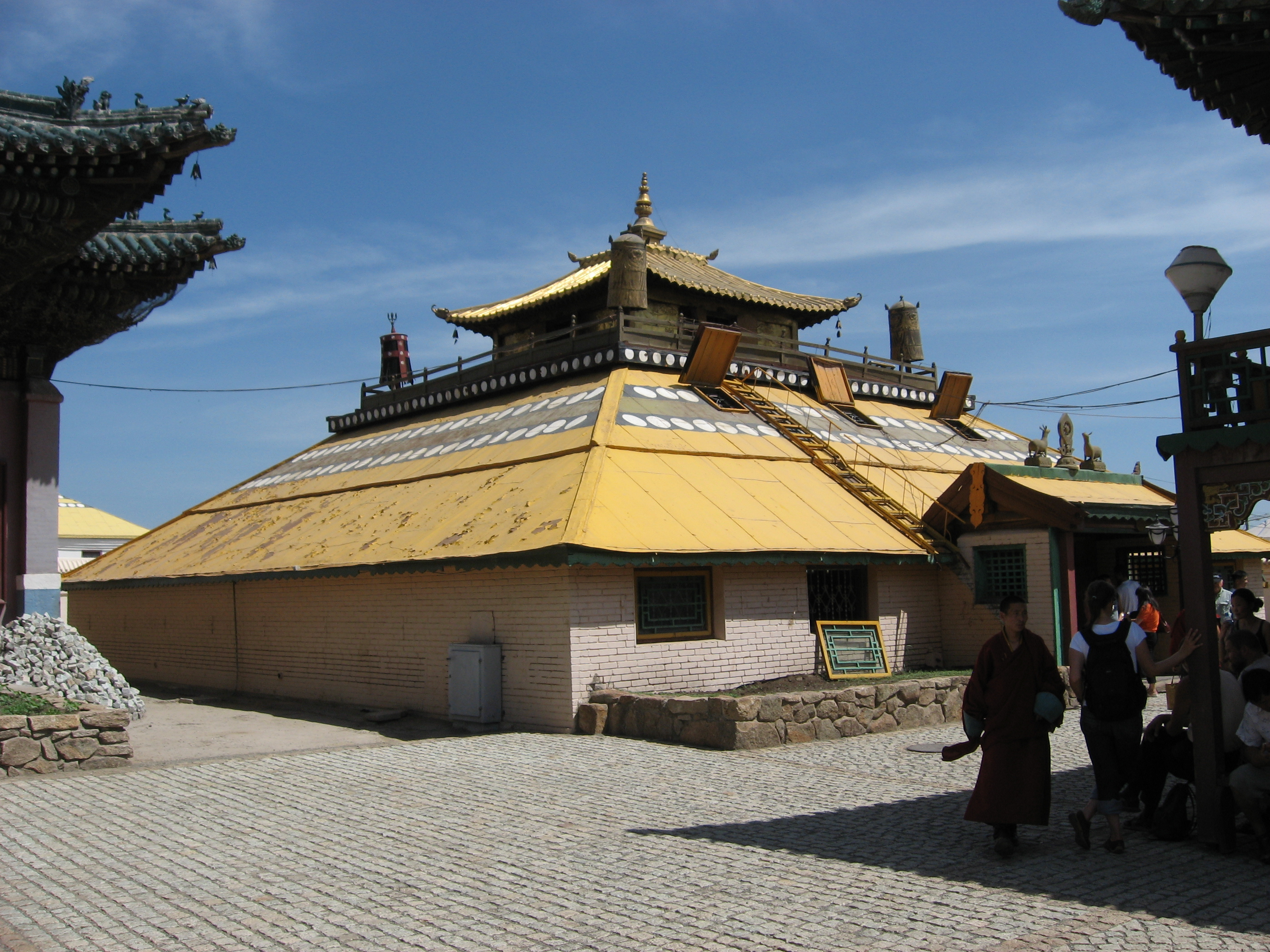
Techos dorados en el templo Gandantegchinlin.

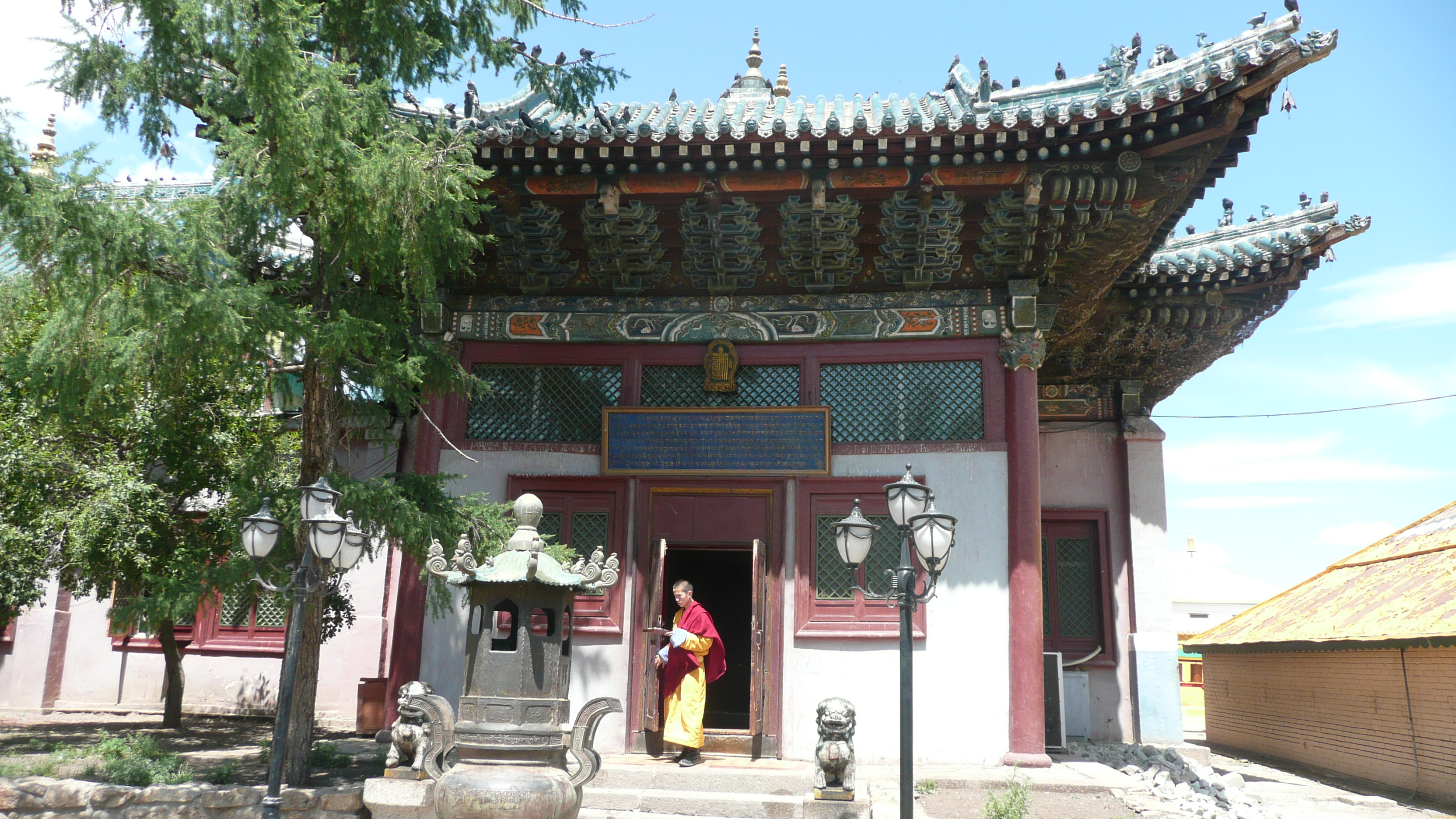
Templo Vajradhara.

El monasterio contiene tres templos dedicados a servicios o a la veneración de Avalokiteshvara:
- El templo Gandan es el más antiguo y se construyó al mismo tiempo que el monasterio en 1835. Es donde se llevan a cabo los servicios importantes. En su pared izquierda se observan los 108 volúmenes del kanjur, manuscritos en el siglo XIV con tinta dorada sobre papel negro por maestros mongoles. Hacia el fondo hay una cubierta de cristal que contiene una gran estatua de Buda hecha en 1956 por los lamas mongoles para conmemorar el 2500º aniversario de su muerte y otra cubierta protege un autorretrato de Zanabazar pintado en la década de 1680 a petición de su madre al que rodean pequeñas estatuas de los siete Jebtsundambas siguientes. En la pared de la derecha se alinean varias estatuas chapadas en oro de Amitayus, nombre que recibe el Buda Amitābha entre budistas de la rama tibetana cuando se le relaciona con la longevidad
- El templo Vajradhara se inauguró en 1840 y es donde se realizan los servicios diarios. En su altar principal se halla una estatua de Vajradhara, un Buda de la práctica tántrica, esculpida por Zanabazar en 1683.
- El templo Migjid Chenrezig fue construido en 1912 para alojar la estatua erguida de Chenrezig. Además de la estatua principal, las paredes están cubiertas de gran número de pequeñas representaciones de Amitayus.

En 1970 se fundó la Universidad Budista Zanabazar en el monasterio, de donde salían los únicos escasos lamas preparados para la enseñanza de toda el área de influencia soviética pero con restricciones muy estrictas: la tradicional educación religiosa desde la infancia estaba prohibida, así como el estudio de la filosofía o la dialéctica budistas, las asignaturas centrales de la educación budista tibetana superior. Tras la caída del comunismo se reanudaron las enseñanzas en la universidad, centradas en los estudios budistas e indotibetanos.

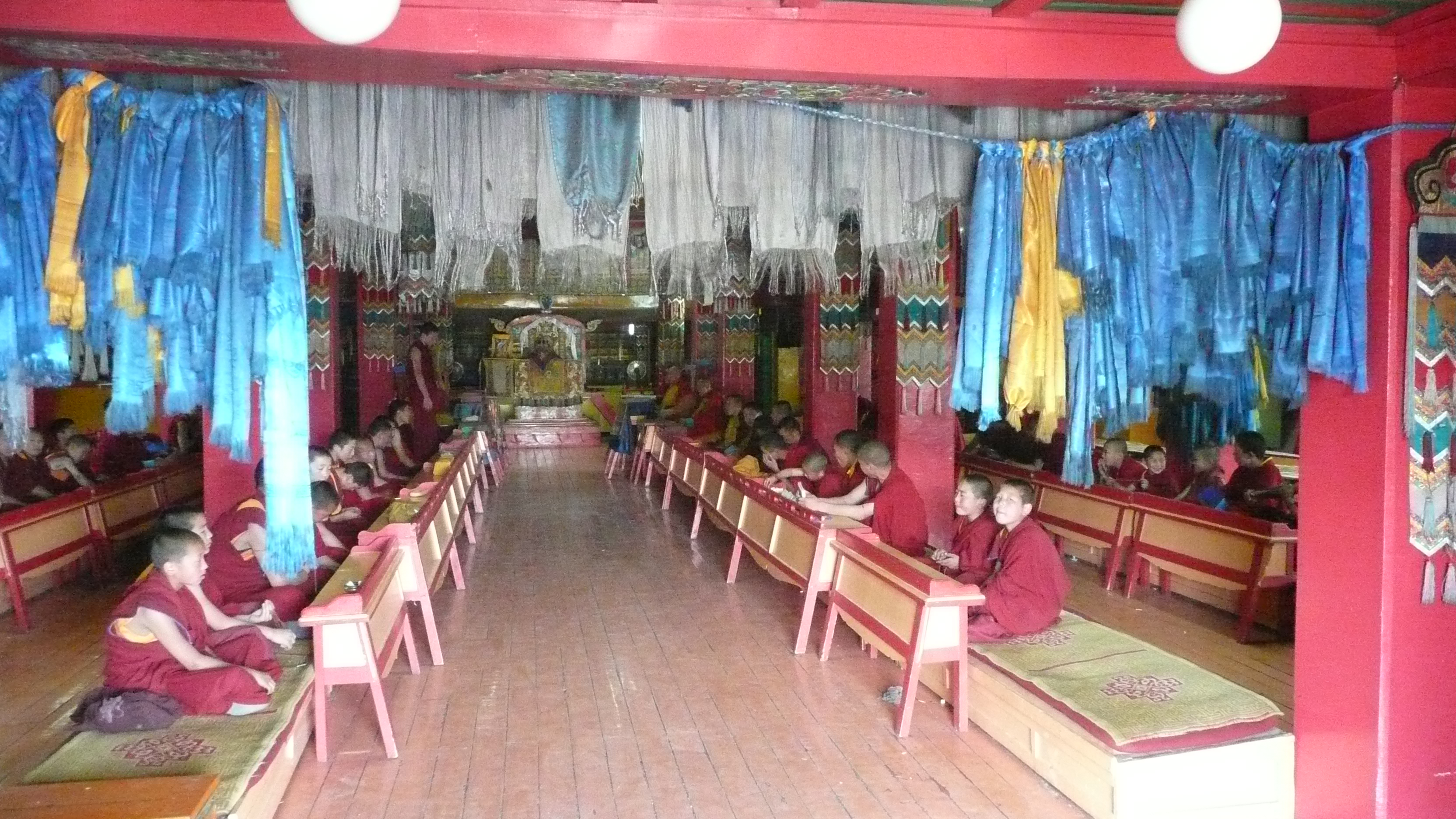
Enseñanza en el monasterio

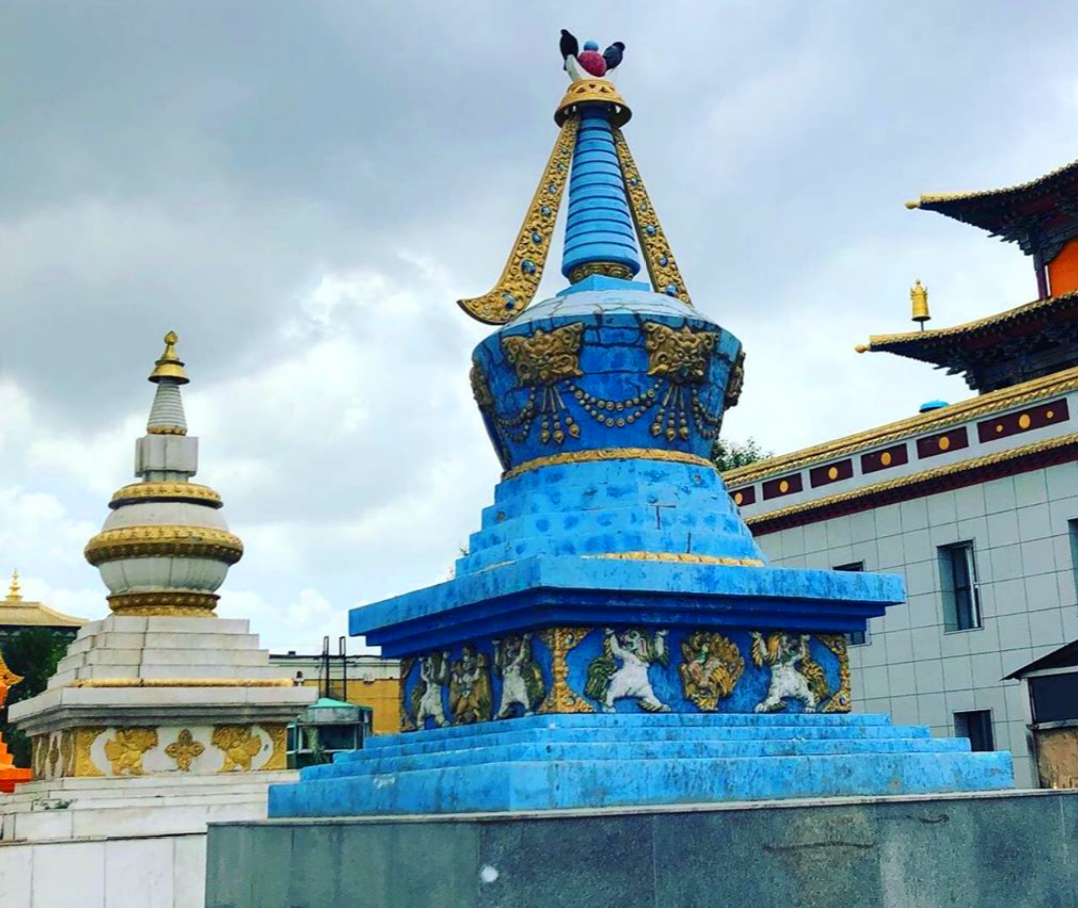
Estupas budistas en el monasterio

Además hay tres colegios de filosofía budista (datsans), uno de medicina y astrología y dos colegios tántricos:
- Colegio Dashchoimphel, fundado por el segundo Jebtsundamba en 1736 y que sigue el tenet (principio) de Gunchen Jamyan Shadba, monje erudito tibetano de la tradición gelug.
- Colegio Gungaachoilin, fundado en 1809 y que sigue el tenet de Banchen Sodnamdagva.
- Colegio Idgaachoinzinlin, fundado en 1912 y que sigue el tenet de Sera Jebtsunba.
- Colegio de Medicina y Astrología de enseñanza en medicina y astrología tradicionales mongolas.
- Colegio Tántrico Jud y Colegio Tántrico Kalachakra, donde se instruye a los estudiantes en las prácticas y rituales de la rama tántrica del budismo.